# Milnesium antarcticum
Espèce
Milnesium antarcticum est une espèce de tardigrades de la famille des Milnesiidae. 

## Distribution
Cette espèce est endémique des îles Shetland du Sud en Antarctique.

## Étymologie
Son nom d'espèce lui a été donné en référence au lieu de sa découverte, l'Antarctique.

## Publication originale
- Tumanov, 2006 : Five new species of the genus Milnesium (Tardigrada, Eutardigrada, Milnesiidae). Zootaxa, no 1122, p. 1-23.